# UD 알메리아
UD 알메리아(스페인어: Unión Deportiva Almería)는 스페인 남부 안달루시아 지방에 지중해를 낀 항구도시 알메리아를 연고한 축구 클럽이다. 파워 호스 스타디움을 홈구장으로 사용하고 있다.
1989년에 창설해 유럽의 클럽치고는 역사가 짧은 편이다. 창설 당시 알메리아 CF(Almería CF)로 출범했으나, 2001년 6월에 폴리데포르티보 알메리리아(Polideportivo Almería)와 합병하면서 현재의 상태를 유지하게 되었다.
빠른 성장세를 기록하던 UD 알메리아는 2006-07시즌 프리메라리가에 처음으로 입성한 후, 2014-15 시즌까지 프리메라리가에 속해 있다가 19위로 세군다 디비시온으로 강등되었다.
2021-22시즌 세군다 디비시온에서 우승하여 7시즌 만에 1부 리그로 승격하였다.

## 선수 명단

### 현재 선수 명단
2023년 9월 3일 기준
참고: FIFA 자격 규정에 따라 소속된 국가대표팀 국기를 표시합니다. 선수는 복수의 FIFA 비회원국 국적을 가지고 있을 수 있습니다.
| 번호 | 포지션 | 국적     | 이름                              |
| ---- | ------ | -------- | --------------------------------- |
| 1    | GK     |          | 디에고 마리뇨                     |
| 2    | DF     |          | 카이키                            |
| 3    | DF     |          | 에드가르 곤살레스                 |
| 4    | MF     | 가나     | 이드리수 바바 (마요르카에서 임대) |
| 5    | MF     |          | 루카스 로베르토네                 |
| 6    | MF     | 세네갈   | 디온 로피                         |
| 7    | MF     |          | 라지에 라마자니                   |
| 8    | MF     |          | 아르나우 푸지말                   |
| 9    | FW     | 콜롬비아 | 루이스 수아레스                   |
| 10   | MF     |          | 아드리 엠바르바                   |
| 11   | MF     |          | 곤살로 멜레로                     |
| 12   | FW     |          | 레오 밥티스탕                     |
| 13   | GK     |          | 페르난도 마르티네스               |
| 14   | MF     |          | 라자루                            |

| 번호 | 포지션 | 국적       | 이름                                |
| ---- | ------ | ---------- | ----------------------------------- |
| 15   | DF     |            | 세르히오 아키에메                   |
| 17   | MF     |            | 알레한드로 포소                     |
| 18   | DF     |            | 마르크 푸빌                         |
| 19   | MF     |            | 세르히오 아리바스                   |
| 20   | DF     |            | 알렉스 센테예스                     |
| 21   | DF     |            | 추미                                |
| 22   | DF     |            | 세사르 몬테스                       |
| 23   | FW     | 말리       | 이브라히마 코네                     |
| 24   | DF     | 기니비사우 | 우불랑 멘드스                       |
| 25   | GK     | 포르투갈   | 루이스 막시미아누 (라치오에서 임대) |
| 26   | MF     | 슬로바키아 | 마르틴 시비데르스키                 |
| 29   | FW     | 세르비아   | 마르코 밀로바노비치                 |
| 34   | FW     | 기니비사우 | 마르시아누 산카                     |

- 호나탄 비에라(2024 ~ )

### 임대 선수 명단
참고: FIFA 자격 규정에 따라 소속된 국가대표팀 국기를 표시합니다. 선수는 복수의 FIFA 비회원국 국적을 가지고 있을 수 있습니다.
| 번호 | 포지션 | 국적     | 이름                                   |
| ---- | ------ | -------- | -------------------------------------- |
| —    | DF     |          | 아르나우 솔라 (카르타헤나로 임대)      |
| —    | MF     | 포르투갈 | 구이 게드스 (포르투 B로 임대)          |
| —    | FW     | 잉글랜드 | 어빈 아피아 (로더럼 유나이티드로 임대) |

| 번호 | 포지션 | 국적     | 이름                                        |
| ---- | ------ | -------- | ------------------------------------------- |
| —    | FW     |          | 카를로스 로하스 (무르시아로 임대)           |
| —    | FW     | 우루과이 | 후안 마누엘 구티에레스 (보스턴 리버로 임대) |

## 역대 감독
| 감독              | 임기        |
| ----------------- | ----------- |
| 우고 산체스       | 2008 ~ 2009 |
| 후안마 리요       | 2009 ~ 2010 |
| 구티              | 2019 ~ 2020 |
| 가이스카 가리타노 | 2023 ~ 2024 |

## 우승 기록

### 리그
- 세군다 디비시온

우승 (1): 2021-22 시즌

## 같이 보기
- UD 알메리아 B